# Le Lieutenant souriant
Pour plus de détails, voir Fiche technique et Distribution.

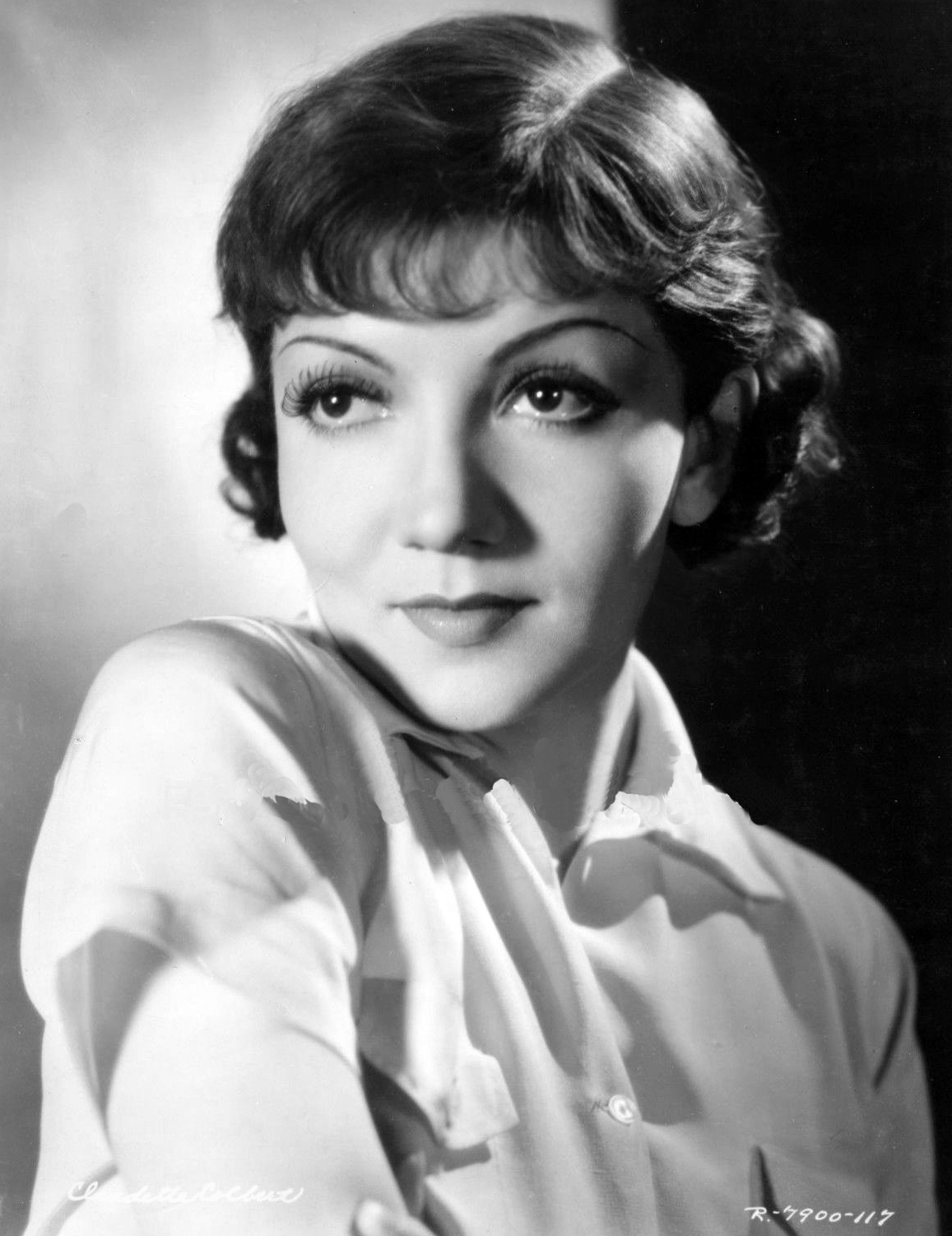
Claudette Colbert

Le Lieutenant souriant (The Smiling Lieutenant) est un film américain réalisé par Ernst Lubitsch, sorti en 1931.

## Synopsis
À Vienne, un séduisant lieutenant, Niki, file le parfait amour avec Franzi, une violoniste qui dirige un orchestre de musique populaire. Un jour Niki, au garde à vous pour le passage de la famille royale du petit royaume de Flausenthurm, adresse un clin d’œil à sa maîtresse, dans la foule. La princesse Anna de Flausenthurm, qui passe juste à cet instant dans un carrosse, s'offense de ce clin d’œil qu'elle croit lui être adressé.
Le roi convoque Niki pour un procès dont Niki se tire très bien en flirtant avec la princesse, à qui il est désormais chargé de servir de guide dans la capitale. La princesse prend les choses beaucoup plus sérieusement que lui et des fiançailles sont décidées sans qu'il ait pu donner son avis. Il se retrouve marié avec Anna à Flauserthum contre sa volonté. 
Niki s'esquive avant la nuit de noces et, errant dans les rues, retrouve Franzi qui l'a suivi avec son orchestre afin d'assister au mariage. Au bout de quelque temps, la princesse découvre leur relation et fait venir sa rivale au palais. Après de rapides explications, les deux femmes se réconcilient et Franzi apprend à Anna comment être plus séduisante pour un homme tel que Niki. Celui-ci, apprenant le départ de Franzi, revient tristement au palais : il y découvre son épouse transformée et une vie heureuse s'annonce entre eux.

## Citation
« Le meilleur de ce film, il faut le souligner, est le jeu de Miriam Hopkins, la jeune actrice qui interprète le rôle de la princesse. Elle se montre extrêmement spirituelle, vivante, naturelle. Elle chante bien. Elle fait le plus grand tort à Maurice Chevalier. »

— Philippe Soupault, revue L'Europe nouvelle, n° 710, 19 septembre 1931

## Fiche technique
- Titre : Le Lieutenant souriant
- Titre original : The Smiling Lieutenant
- Réalisation : Ernst Lubitsch
- Scénario : Ernest Vajda, Samson Raphaelson, d'après l'opérette Ein Walzertraum de Leopold Jacobson et Felix Dörmann, elle-même basée sur la nouvelle Nux, der Prinzgemahl de Hans Müller-Einigen
- Photographie : George J. Folsey
- Montage : Merrill G. White
- Musique : Oscar Straus
- Chansons : Toujours l'Amour in the Army, While Hearts Are Singing, Breakfast Table Love, One More Hour of Love, Jazz Up Your Lingerie, What Can They Expect of Me ?
- Lyrics :  Clifford Grey
- Direction musicale : Adolph Deutsch
- Producteur : Ernst Lubitsch
- Société de production : Paramount Pictures
- Pays :  États-Unis
- Genre : film musical
- Format : Noir et blanc - Son : Mono (Western Electric Noiseless Recording)
- Durée : 93 minutes
- Dates de sortie :
  - États-Unis : 10 juillet 1931 (première à Los Angeles)
  - États-Unis : 1er août 1931 (sortie nationale)

## Distribution
- Maurice Chevalier : le lieutenant Niki
- Claudette Colbert : Franzi
- Miriam Hopkins : la princesse Anna
- Charles Ruggles : Max
- George Barbier : le roi Adolf XV
- Lon MacSunday : l'empereur
- Robert Strange : adjudant von Rockoff
- Hugh O'Connell : l'ordonnance de Niki
- Elizabeth Patterson : baronne von Schwedel
- Harry C. Bradley (en) : comte Von Halden
- Karl Stall : le maître de cérémonies
- Werner Saxtorph : Joseph
- Janet Reade : Lily
- Granville Bates : le percepteur
- Maude Allen (en) : une servante
- Charles Wagenheim : un officier
- Carrie Daumery : une dame d'honneur

## Musiques
- Toujours l'Amour in the Army (chanson), chantée par Maurice Chevalier
- While Hearts Are Singing (chanson), chantée par Claudette Colbert et accompagnée au piano par Maurice Chevalier
- Breakfast Table Love (chanson), chantée par Maurice Chevalier et Claudette Colbert
- One More Hour of Love (chanson), chantée par Maurice Chevalier
- Kaiserlied (Hymne autrichien), composée par Joseph Haydn
- Ach Du Lieber Flausenthurm (chanson), chantée par Maurice Chevalier, sur l'air de Ach Du Lieber Augustine (musique du folklore allemand, XVIIIème)
- Jazz Up Your Lingerie (chanson), chantée et accompagnée au piano par Claudette Colbert et Miriam Hopkins